# German TV
German TV war ein deutschsprachiges Fernsehprogramm für in den USA und in Kanada lebende Deutsche zwischen den Jahren 2002 und 2005.
Es wurde als Gemeinschaftsprogramm von ARD, ZDF und Deutsche Welle ganztägig (24 Stunden) ausgestrahlt. ARD und ZDF steuerten jeweils 40 %, die Deutsche Welle 20 %  zum Programm bei. Redaktion und Geschäftsführung von German TV befanden sich im Haus von Deutsche Welle TV in Berlin.
German TV sendete Nachrichten und Informationen sowie Sport, Kindersendungen, Shows und andere Unterhaltungssendungen sowie diverse Filme aus unterschiedlichen Bereichen.
Das Programm von German TV ging am 8. April 2002 auf Sendung. Es war außer in den USA auch in weiten Teilen Kanadas und Lateinamerikas über Satellit oder Kabel verschlüsselt zu empfangen, so dass man ein Abonnement abschließen musste, um es zu sehen.
Aufgrund einer zu niedrigen Abonnentenzahl wurde der Betrieb am 31. Dezember 2005 eingestellt. Als Alternative wird seit dem 1. Januar 2006 das TV-Programm der deutschen Welle (DW-TV) auf dem gleichen Sendeplatz ausgestrahlt.